# Corts de València (1604)

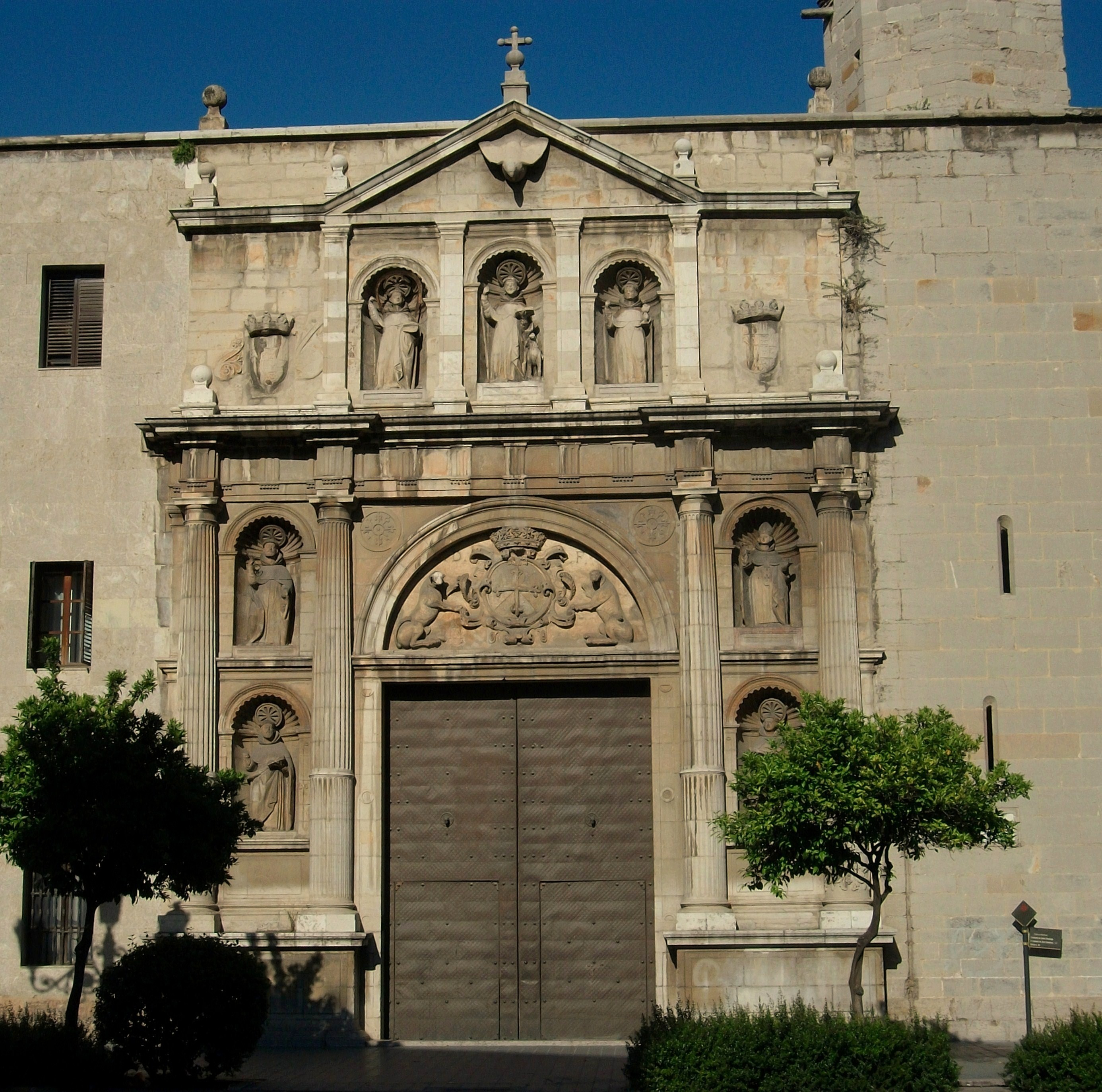
Convent de Sant Doménec de València, seu de les Corts

Les Corts de València de 1604, Corts Generals del regne de València, foren convocades per Felip III el 4 de desembre de 1603, per a iniciar-se a Dénia el 2 de gener de 1604. El 23 de desembre el rei feia la seva entrada a València. El Consell de la ciutat demana traslladar la reunió de les Corts a la mateixa capital del regne i, acceptada la proposta pel rei, envia al regent Josep Pérez de Banyatos a Dénia per a posposar la convocatòria. El dia 9 de gener al convent de Sant Domènec de València s'obriren les Corts amb el discurs o proposició reial i continuaren les sessions fins al 20 de febrer en què el rei clausura l'assemblea.

## La representació estamental
A aquestes Corts foren convocats, pel braç reial, les ciutats de València, Xàtiva, Oriola i Alacant, i les viles i llocs de Morella, Alzira, Castelló, Ontinyent, Alcoi, Llíria, Biar, Bocairent, Alpont, Peníscola, Penàguila, Xixona, la Vila Joiosa, Castellfabib, Ademús, Cullera, Onda, Xèrica, Borriana, Vila-real i Cabdet, i també assistiren, sense ser-hi convocades al principi, Corbera, Vilanova de Castelló, la Iessa, l'Olleria, Carcaixent i Benigànim; pel braç eclesiàstic, l'arquebisbe de València i els bisbes de Sogorb i Tortosa, el lloctinent general de l'Orde de Montesa, els capítols de les seus de València, Sogorb, Tortosa i Oriola, els abats de la Valldigna, Benifassà i Poblet, el prior de Sant Miquel dels Reis, el comanador de l'Orde de la Mercè, el prior de l'Orde de Calatrava, el comanador de Torrent de l'Orde de Sant Joan de Jerusalem i el comanador de Museros de l'Orde de Sant Jaume, tots presents a les Corts però l'arquebisbe i el prior de Calatrava representats mitjançant procuradors; i pel braç militar, 151 nobles reberen notificació, entre ducs, marquesos, barons, cavallers i generosos, però van assistir uns 600 membres, dels quals signaren els acords 311.

## L'organització
Després de l'obertura de les Corts es decideix, per cada braç, el lloc de reunió, els dies i els horaris, i també l'assistència mínima perquè els acords tinguin validesa. Actuen de síndics dels braços el racional de València, Miquel Joan Casanova, pel braç reial, el representant del capítol de la catedral de València, Crisfòfol Frigola, per l'eclesiàstic i és elegit Marc Antoni Bou pel braç militar. També són elegides les diferents comissions: tractadors, per a nous furs i l'oferta o donatiu al rei, jutges de greuges per a resoldre els greuges simples comesos a particulars, electes de contrafurs per a examinar i presentar els greuges entregats per via de contrafur, i els cinquanta-quatre de la Costa, encarregats de gestionar la creació i sosteniment de quatre galeres per a la defensa de la costa.
En els capítols del donatiu s'inclou la pròrroga de les Corts, es fixa la seu al capítol de la catedral i la data de la primera reunió, el 20 de maig, per a resoldre uns punts concrets: nomenament de la comissió encarregada del repartiment de les 10.000 lliures entre els oficials i treballadors de les Corts i per a assistir al lloctinent general en el repartiment del terç de les 100.000 lliures entre els creditors, i perquè la comissió dels cinquanta-quatre de la Costa pugui realitzar les actuacions necessàries per a fer efectiu el donatiu.

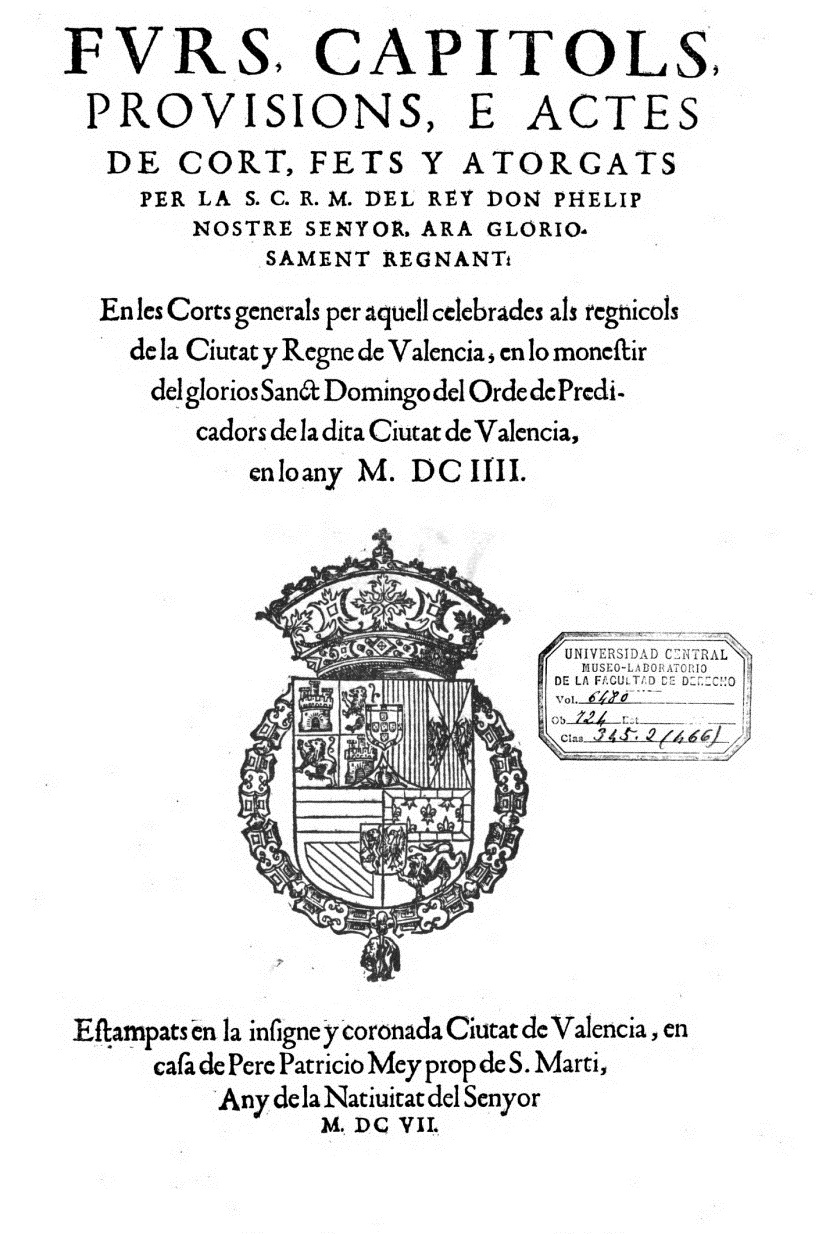
Edició de 1607 de la legislació i els acords aprovats en les Corts de 1604.

## Els temes tractats

### Legislació
La producció legislativa d'aquestes Corts es compon per 28 contrafurs, 253 furs i 198 actes de Cort (93 del braç reial, 39 de l'eclesiàstic, 14 del militar, 31 de l'eclesiàstic i militar, 20 de l'eclesiàstic i reial, i 1 del militar i reial).
El major nombre de greuges presentats pels braços fou motivat per l'actuació anti-foral d'organismes polític-judicials com el virregnat i la Reial Audiència, com quan la Reial Audiència ratifica les pragmàtiques iniciades i executades pel virrei en contra de l'ordenament foral, tot i que l'objectiu d'aquestes era la lluita contra l'endèmic bandolerisme valencià.
Quant al contingut legislatiu destaquen les normes que tracten sobre les institucions, tant les delegades de la monarquia com les pròpies del regne, però també hi ha altres que fan referència a qüestions relatives al dret civil, l'ordre públic, als interessos específics al braç eclesiàstic o a l'àmbit senyorial. Del conjunt de furs i actes de Cort proposats pels braços, 252 foren aprovats tal com es van presentar, 93 foren aprovats amb modificacions o retalls i 107 foren rebutjats, entre els quals es troben la quasi totalitat de peticions de concessió o confirmació de la suprema jurisdicció en senyorius pertanyents a la noblesa.

### Defensa litoral
La greu vulnerabilitat del litoral del regne front els atacs corsaris mou a la creació, organització i finançament de quatre galeres armades per a patrullar la costa valenciana. Per a fer efectiu l'acord es crea una comissió de 18 membres de cada braç, la "Junta dels Cinquanta-quatre de la Costa", la qual, malgrat una acurada i detallada reglamentació, no aconseguí enllestir el projecte.

### Donatiu, oferta o servei
Les Corts aproven un donatiu ordinari al monarca de 100.000 lliures, del qual un terç es compromet per a reparar els greuges reconeguts i els deutes del regne, un donatiu extraordinari de 300.000 lliures i 62.095 lliures per al pagament dels oficials i treballadors de les Corts i per a les despeses de les mateixes Corts.
Els capítols del donatiu també indiquen que el termini del pagament al rei serà de 16 anualitats, que s'utilitzaran els recursos de la Diputació del General i que serà la comissió dels cinquanta-quatre de la Costa l'òrgan encarregat de gestionar els recursos necessaris, fiscalitzar els diputats i amb capacitat per a incrementar impostos o inclús crear de nous, però sols per a cobrir les quantitats destinades al donatiu.

### Altres assumptes
També es tracten una sèrie de demandes i peticions personals que han d'ésser resoltes durant les Corts: l'habilitació com a naturals del Regne, per a poder participar en futures Corts o per a ocupar qualsevol càrrec, la legitimació de fills il·legítims i la clemència per als processats per la justícia.